# Gumpert Apollo
El Gumpert Apollo es un automóvil superdeportivo coupé de dos puertas biplaza, con motor central-trasero montado longitudinalmente y tracción trasera. Es el primer modelo producido por el fabricante Gumpert Sportwagenmanufaktur GmbH, una empresa localizada en Altenburgo, Alemania.
Es una creación de Roland Gumpert, un exempleado de Audi. El socio de Gumpert es Roland Mayer, el jefe de la casa de tuning alemana MTM. La producción del Apollo comenzó en 2005 y Gumpert esperaba producir 150 unidades entre 2005 y 2008. Fue presentado al público en el Salón del automóvil de Essen de 2005.

## Características

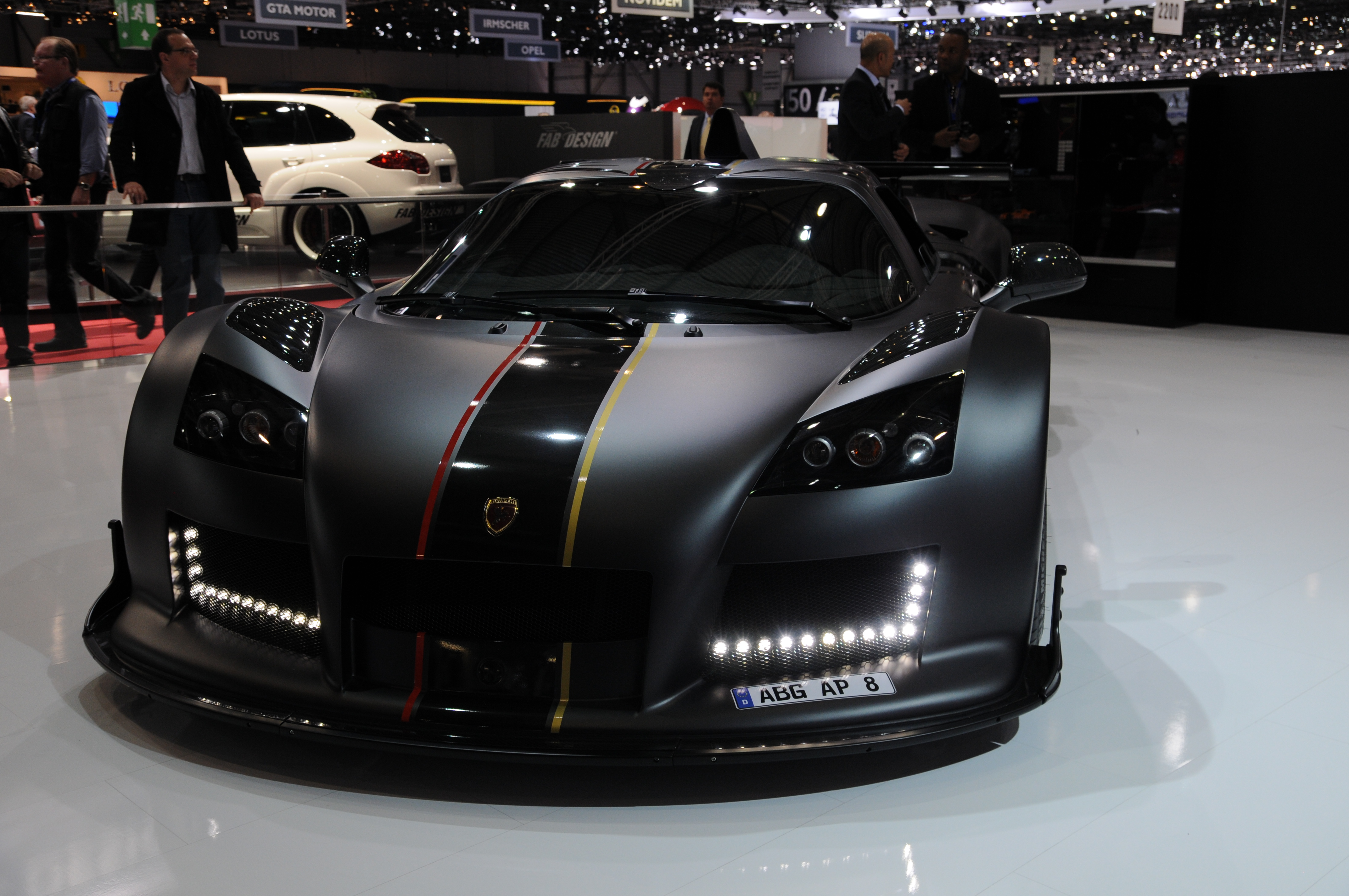
Apollo Enraged en el Salón del Automóvil de Ginebra de 2012.

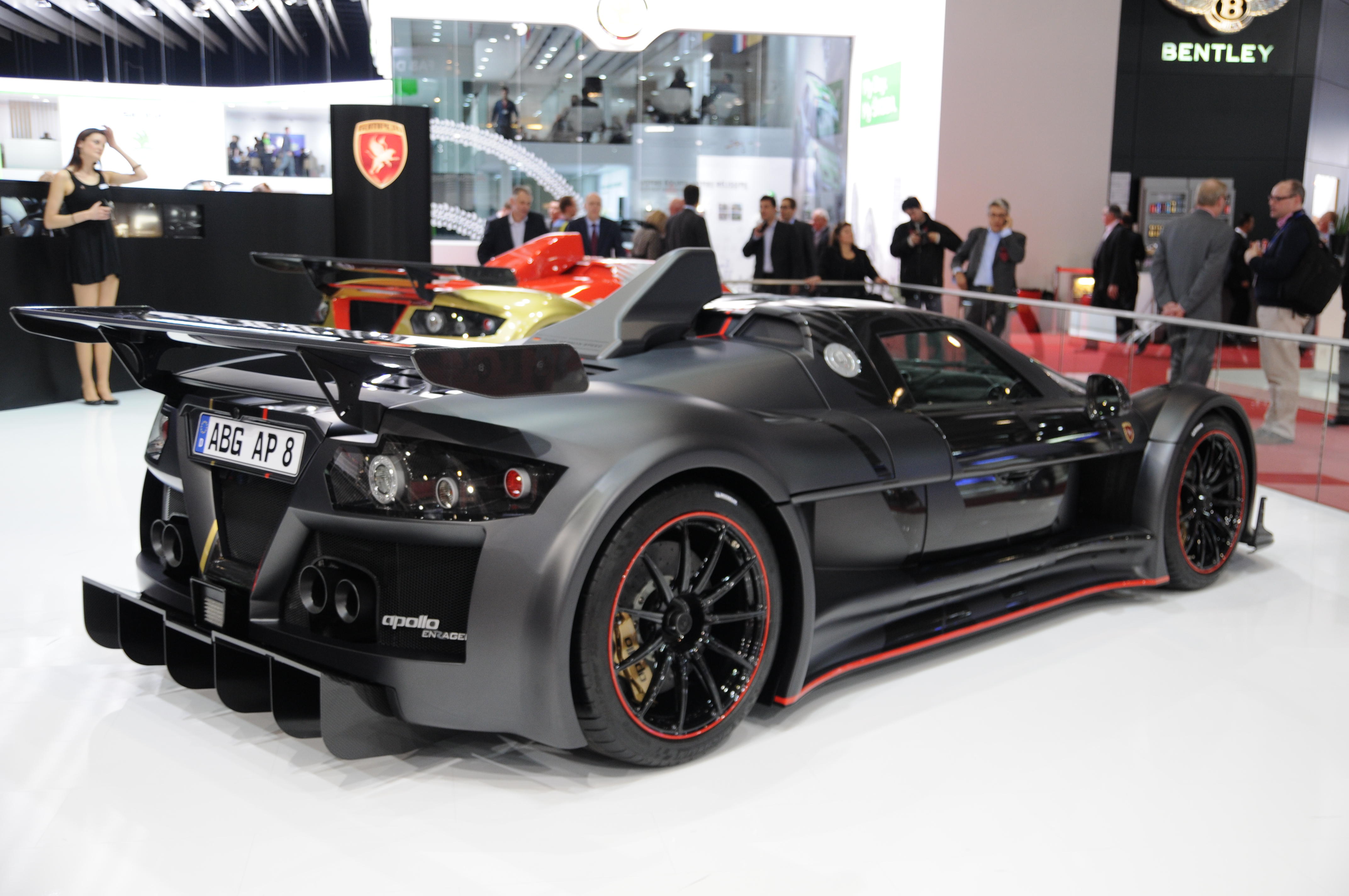
Vista posterior.

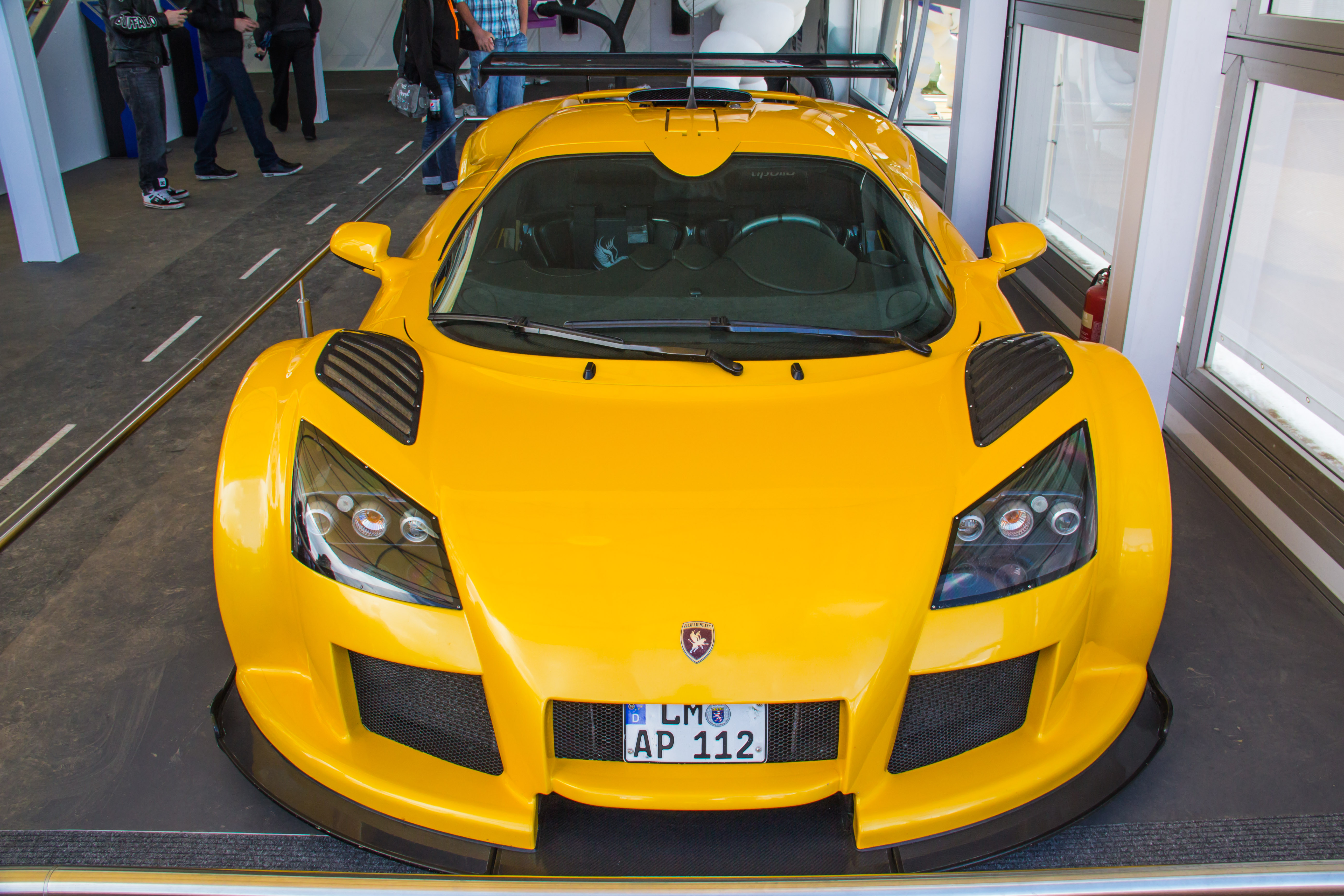
Apollo S en Londres en 2012.

Como curiosidad, a Gumpert le costó que le concedieran al Apollo la licencia de automóvil de turismo, apto para circular por la vía pública. Además, es uno de los coches con menos altura a la venta.
Su peso es de 1200 kg (2646 libras) y la carrocería puede ser fabricada opcionalmente con paneles de fibra de carbono.
La descripción oficial del auto afirma que “el desafío fue desarrollar un diseño excepcional que combine los requerimientos aerodinámicos avanzados de un pura sangre de carreras con la forma estética asociada con un vehículo exclusivo”. Se explica también que “se buscó lograr la síntesis perfecta entre forma y función, sin comprometer una o la otra”.
Los ingenieros realizaron numerosas pruebas en el túnel de viento para mejorar las capacidades aerodinámicas del coche. Es gracias a ese proceso de desarrollo que goza de prestaciones y maniobrabilidad superiores a la de muchos de sus rivales. También aporta al conjunto el chasis tubular, que aparte de rigidez estructural, brinda protección a los pasajeros.
En lo que a suspensiones se refiere, el Apollo está configurado especialmente para las exigencias del manejo en circuito de carreras. Si bien el objetivo principal es el máximo rendimiento deportivo, la descripción oficial del Apollo señala que el nivel de confort para el pasajero es sobresaliente, hecho muy poco frecuente en un vehículo deportivo de tan alto vuelo.
Con respecto al interior del Gumpert Apollo, al cual se accede a través de puertas tipo alas de gaviota, el comprador puede optar por distintas combinaciones de materiales. Esto brinda la posibilidad de dotar al interior de carácter más deportivo o tendiente a la elegancia.
En 2007 se presentó una nueva versión bautizada como Apollo S, un coche todavía más radical y superdeportivo si cabe con un V8 biturbo con intercooler de 700 CV (690 HP; 515 kW) de potencia y una aceleración de 0 a 100 km/h (62 mph) en 3 segundos, cuyo precio se sitúa alrededor de 200 000 € más impuestos.
Dividido en tres fases pensado tanto para la carretera como para las pistas de competición. Hay tres versiones: Base, Sport y Race.
La versión base es la adaptada a la calle con 650 CV (641 HP; 478 kW). Por otra parte, la versión Sport está pensada para los circuitos y además de llevar una carrocería hecha casi íntegramente en fibra de carbono, mientras que el motor es exprimido hasta los 700 CV (690 HP; 515 kW) a las 6500 rpm y un par máximo de 875 N·m (645 lb·pie). Si queremos ir todavía más allá, tendremos la versión Race que cuenta con control de lanzamiento (Launch Control), 800 CV (789 HP; 588 kW) de potencia y todas las homologaciones de la FIA necesarias para participar en competiciones oficiales.
Experimentó numerosas incursiones en el túnel de viento, donde fue sistemáticamente perfeccionado para lograr que desarrolle prestaciones muy superiores a los autos de un segmento similar. Su chasis tubular además de aportarle una gran rigidez en su estructura, que brinda a sus ocupantes un alto nivel de protección.
Las suspensiones fueron concebidas y desarrolladas para el ámbito de las competiciones deportivas. Podía ser adquirido como coche de calle, aunque esto no le ha quitado la posibilidad de tener un mayor confort para el pasajero dentro del segmento.
También tenía la posibilidad de elegir el tipo de materiales y parte del equipamiento en su interior, al cual se accede a través de puertas de ala de gaviota.

## Récords
Ostenta también uno de los tiempos más rápidos en Nürburgring Nordschleife, con un tiempo de la vuelta de 7:11.57 en 2009, conducido por el piloto Florian Gruber. El récord anterior era de 7:14.89 con un Donkervoort D8 RS de 2006 conducido por Michael Düchting.

## Especificaciones
Tiene un gran motor V8 de 4163 cm³ (4,2 L; 254 plg³) procedente de Audi que desarrolla una potencia máxima de 650 CV (641 HP; 478 kW) a las 6500 rpm y un par máximo de 850 N·m (627 lb·pie) a las 4000 rpm, acoplado una transmisión manual secuencial de seis velocidades, que le permite alcanzar una velocidad máxima de 360 km/h (224 mph) y acelerar de 0 a 100 km/h (62 mph) en solamente 3 segundos.
| Distribución                          | Doble (DOHC) árbol de levas a la cabeza por cada bancada de cilindros y 5 válvulas por cilindro (40 en total), con Vario Cam |
| Diámetro x carrera                    | 84,5 x 92,8 mm (3,33 x 3,65 pulgadas)                                                                                        |
| Sistema de lubricación                | Cárter seco |
| Alimentación                          | Inyección secuencial multipunto                                                                                              |
| Relación de compresión                | 9.3:1 |
| Corte de inyección (línea roja)       | 7500 rpm |
| Chasis y bastidor                     | Carrocería de fibra de vidrio sobre carcasa de acero molibdeno cromo y "bañera" integrada de fibra de carbono                |
| Embrague                              | De doble plato Sachs |
| Capacidad del depósito de combustible | 120 litros (31,7 galAm) |
| Diferencial                           | Torsen de acoplamiento viscoso                                                                                               |

| 1.ª  | 2.ª  | 3.ª  | 4.ª | 5.ª  | 6.ª  | Final |
| ---- | ---- | ---- | --- | ---- | ---- | ----- |
| 2.87 | 1.77 | 1.26 | 1   | 0.83 | 0.71 | 4.09  |